# Lomsjön (Jokkmokks socken, Lappland, 739209-172972)
Lomsjön är en sjö i Jokkmokks kommun i Lappland och ingår i Råneälvens huvudavrinningsområde.